# 扬克·利维
扬克·利维（Bert "Yank" Levy，1897年10月5日—1965年9月2日）是一位加拿大军人、社会主义者、军事教官，他写过有關游击战的小冊子，该小冊子出版了逾50万册。扬克·利维在1920和1930年代曾在世界各地非正规军服役，例如他曾参加西班牙内战；二战期间，他在伦敦奧斯特利公園的军校担任英国国民军教官。他还向美国和加拿大军队教授过类似的作战技术，而且巡回讲解、推广游击战术。